# Jürgen Prantner
Jürgen Prantner (* 12. August 1970 in Meran) ist ein italienischer Handballtrainer und ehemaliger Handballspieler.

## Spielerkarriere

### Verein
Jürgen Prantner spielte auf der Position Rechtsaußen. Mit dem SC Meran lief er in der ersten italienischen Liga auf. International erreichte die Mannschaft im EHF-Pokal 1995/96 das Viertelfinale. Von 1997 bis 1999 stand er beim SSV Brixen unter Vertrag, mit dem er im Euro-City-Cup 1997/98 erneut das Viertelfinale erreichte. Wieder zurück in Meran nahm er zweimal am Europapokal der Pokalsieger teil. Im Sommer 2003 beendete er seine Laufbahn.

### Nationalmannschaft
Mit der italienischen Nationalmannschaft erreichte Prantner bei der Weltmeisterschaft 1997 in Japan den 18. Platz. Bei der Europameisterschaft 1998 im eigenen Land kam die Auswahl auf den 11. Platz, Prantner warf dabei 13 Tore in sechs Partien. Bei den Mittelmeerspielen 1997 in Bari gewann er mit Italien die Silbermedaille. Er bestritt mindestens 130 Länderspiele.

## Trainerkarriere
Prantner trainierte verschiedene Nachwuchsmannschaften des SC Meran sowie mehrfach die Männermannschaft. Zudem fungiert er als Assistent bei der italienischen Männer-Handballnationalmannschaft.

## Privates
Prantner lernte zunächst den Beruf des Goldschmieds. Anschließend absolvierte er eine Ausbildung zum staatl. geprüften Heilmasseur und Medizinischen Bademeister. Seit 2000 arbeitet er in einer Praxis in Meran.
Seine Söhne Max (* 2000) und Leo (* 2001) sind ebenfalls Handballnationalspieler.